# Тумашова, Александра Владимировна
Тумашова Александра Владимировна — российский модельер, художник по костюмам рейтинговых шоу Первого канала («Звёзды на льду», «Минута славы», «Ледниковый период» и др.). Также известна как Шура Тумашова и Marxxxa (Маркса).

## Биография
Родилась и выросла в Омске. 
В начале 1990-х годов поступает в Омский государственный институт сервиса. Ведёт активный образ жизни, принимает участие в местном Театре мод, дэнс-акциях.
После окончания института пробовала свои силы в организации культурно-массовых мероприятий. Организовывала различные шоу городского масштаба. Выступала в качестве арт-директора и соведущей престижного конкурса модельеров «Смирнофф».
В 1999 году переехала в Москву. Принимала участие в театрализованных мероприятиях в качестве костюмера. Затем — художником на церемониях и конкурсных показах (в частности, «Товар года»). Выезжала в другие города, проектируя костюмы для театральных постановок. Например, работала художником по костюмам спектакля «Муха-Цокотуха» Театра музкомедии Екатеринбурга. Спектакль стал лауреатом конкурса на лучшую театральную работу «Браво!» в номинации «Оригинальный художественный проект».
В начале 2000-х знакомится с Ильёй Авербухом. Фигурист начинает собственное ледовое шоу, из которого впоследствии родился телевизионный проект «Звёзды на льду» с участием спортсменов и артистов. 
В 2001 году Александра Тумашова на время возвращается в Омск как театральный художник. Более 130 различных авангардных костюмов было создано ею к рок-мюзиклу «Любовь к трём апельсинам», который поставил в Омском ТЮЗе режиссёр Юрий Фридман. Затем там же, в ТЮЗе, Александра Тумашова помогает Александру Гончаруку в постановке спектакля «Царевна-Лягушка».
Тумашова становится дизайнером торговой марки Ф.а.brica, собравшей ведущих модельеров России. Под данным брендом выпускается меховая одежда на экспорт. Первый показ её моделей состоялся 12 сентября 2002 года в Москве, в «Новом манеже».
В 2004 году, в рамках проекта Департамента культуры города Москвы «Открытая сцена» и программы «Российско-Германские культурные встречи 2003 — 2004» в музее Пушкина была представлена сценическая постановка драмы Гёте «Торквато Тассо». В костюмах Тумашовой играли Владимир Стеклов, Алексей Завьялов, Алла Довлатова.
С 2005 года Тумашова несколько лет работала на вручении премий «Золотой граммофон», церемоний «Премия Муз-ТВ» и других музыкальных шоу. 
В 2006 году Авербуха приглашают на Первый канал для организации ледового шоу. Вместе с ним Тумашова начинает работу на Первом канале. По словам самой Александры, работа была трудной, поскольку на протяжении нескольких месяцев 3 сезона подряд приходилось придумывать и отшивать еженедельно новые костюмы на 18 пар участников. Сложность заключалась в том, что приходилось исполнять все капризы «звёзд», работа велась в авральном режиме, костюмы дошивали и подгоняли за несколько минут до выхода участников на лёд.
В качестве художника работала над образом претендента от Грузии Ираклия Пирцхалава для «Евровидения-2008», а также номерами церемонии открытия «Евровидения-2009». Именно она придумала и создала крылья для номера Димы Билана.
Периодически сотрудничает с театрами Новокузнецка, Омска и других городов. Так, в 2004 году стала художником по костюмам Новокузнецкого проекта «Все мюзиклы мира в одном», который в 2007 году был повторён как «Империя чувств. Бродвейская феерия».
2009 год ознаменован первой работой А. Тумашовой в кино. Сотрудничество с режиссёром Феликсом Михайловым привело её на съёмочную площадку в качестве художника по костюмам фильма «Весельчаки».
В 2010—2011 годах работала художником по костюмом в постановках Егора Дружинина (спектакли «Любовь и шпионаж» и «Всюду жизнь»). 
В 2011 году принимала участие в масштабном проекте празднования 20-летия независимости Республики Казахстан, создав для шоу около 2000 костюмов. 
Долгое время жила на Бали, в 2018 году вернулась в Москву. В настоящее время работает иллюстратором и художником-сторибордистом, создавая раскадровки для кино и рекламы.

## Награды и премии
- «Современный образ-95». Омск. Первый конкурс красоты в городе Омске. Звание «Мисс Оригинальность».
- «Адмиралтейская игла-97». Санкт-Петербург. Международный конкурс молодых модельеров. I место.
- «Формула моды-97». Омск. Конкурс дизайнеров одежды. Финалистка.
- «Браво!-99». Екатеринбург. Конкурс на лучшую театральную работу. Сценография к спектаклю «Муха-Цокотуха» в Академическом театре музыкальной комедии. Победитель в номинации «Оригинальный художественный проект».
- «Русский силуэт-2000». Омск. Престижный конкурс дизайнеров одежды. Финалистка.

## Интересные факты
- В шоу «Звёзды на льду» Тумашовой часто приходилось прибегать к необычным способам при моделировании костюмов. Например, пилотку Ирины Лобачёвой для образа стюардессы пришлось пришивать к волосам нитками. А для номера «Зима» Валерию Сюткину обрезали валенки, пришив специальные резинки, в которые вставили коньки.[13]
- В номере Chihuahua Оксаны Пушкиной и Алексея Ягудина на лёд выпустили собачку подруги Шуры Тумашовой, московского тойтерьера Скипидара, чтобы окончательно сложился образ «дамы с Рублёвки».[14]
- Самыми необычными костюмами шоу «Звёзды на льду» считаются костюмы Тумашовой для Е. Гусевой (образ Жанны Агузаровой), Р. Костомарова (олень), М. Башарова (заяц) и А. Носика (образ Дафны из фильма «В джазе только девушки»).[14]